# Сімейне життя Мейбл і Фатті
Сімейне життя Мейбл і Фатті (англ. Mabel and Fatty's Married Life) — американська короткометражна кінокомедія Роско Арбакла 1915 року.

## Сюжет
Втікачка мавпа забралася в будинок Мейбл і Фатті. А Мейбл здається, що їхній будинок хочуть пограбувати.

## У ролях
- Роско ’Товстун’ Арбакл — Фатті
- Мейбл Норманд — Мейбл
- Ден Альбертс — глядач
- Джо Бордо — друг шарманщика
- Джиммі Браянт — поліцейський
- Мей Буш — жінка в чорному
- Глен Кавендер — шарманщик
- Еліс Девенпорт — жінка
- Френк Хеєс — глядач